# Doronicum plantagineum
El matalobos (Doronicum plantagineum) es una planta de la familia de las compuestas.

## Descripción
Hierba perenne, rizomatosa, pubescente, con pelos abundantes en los nudos del rizoma. tallos hasta de 90 cm, erectos, simples o ramificados dicotómicamente una sola vez. Hojas inferiores laragamente pecioladas, con limbo ovado, de base cordada o gradualmente estrechada; la más superiores ovadas o lanceoladas. Flores reunidas en capítulos solitarios con un pedúnculo largo. Capítulo rodeado por un involucro con dos filas de brácteas de 16-19 mm, lanceoladas, acuminadas, pubescente-glandulosas; las externas tan largas o más largas que las internas. Flores periféricas hemiliguladas de 16-19 mm, con limbo de 14-17 mm, con tres dientes; las del centro del capítulo tubulosas, de 4,5-5,5 mm. Fruto en aquenio de 2,5-2,7 mm, con 10 costillas longitudinales; los aquenios externos oblogoideos y glabros; los internos en forma de tonel, pelosos, rematados por un vilano de setas de 3,5-4,5 (-5 ) mm, blancas.

## Distribución y hábitat
En Francia, España, Italia y Portugal. En  España en la vertiente del Atlántico. Introducida en Gran Bretaña y Holanda. Sotobosques sombríos y húmedos. En brezales. Florece y fructifica de primavera a verano.

## Taxonomía
Doronicum plantagineum fue descrita por Carlos Linneo   y publicado en Species Plantarum 2: 885–886. 1753.
Sinonimia
- Doronicum plantagineum var. africanum  Baratte[4]